# Rurtalbahn
Rurtalbahn GmbH is een Duitse spoorwegonderneming met zitting in Düren. Rurtalbahn is voor 25,1% eigendom van de investeringsmaatschappij van de Kreis Düren (voormalige Dürener Kreisbahn) en voor 74,9% van de R.A.T.H.-Gruppe, een middelgroot familiebedrijf.
De naam Rurtalbahn werd eerst als merknaam van de Abteilung Schiene (afdeling spoor) van de Dürener Kreisbahn gebruikt voor de overgenomen spoorlijnen van de Deutsche Bahn. Op 1 januari 2003 werd door de R.A.T.H.-Gruppe als zelfstandige onderneming voor aanbesteed spoorwegverkeer Rurtalbahn GmbH opgericht.
De R.A.T.H.-Gruppe is daarnaast als holding actief met RTB Cargo, sinds 2010 een zusteronderneming van Rurtalbahn. RTB Cargo verzorgt goederenvervoer in Duitsland, Nederland en België. Daarnaast is RTB Cargo actief met achterlandverbindingen tussen de havens van Rotterdam, Antwerpen en Zeebrugge en Duitsland, Polen, Tsjechië, Slowakije, Oostenrijk en Hongarije.

## Reizigersverkeer
Op 25 maart 1993 nam de Dürener Kreisbahn de exploitatie van de spoorlijnen Jülich - Düren en Düren - Heimbach van de Deutsche Bundesbahn over. Met de exploitatieovername werd het aanbod in vergelijking met de Bundesbahn duidelijk verbeterd. Op de beide zijlijnen werd een uurfrequentie met moderne railbussen ingevoerd. In 1995 werd het wagenpark gemoderniseerd, met de levering van 17 treinstellen van het type RegioSprinter. Op 7 juni 2002 volgde de reactivering van het reizigersverkeer op de spoorlijn van Jülich en verder naar Linnich. De treinen uit Düren werden daarbij verder naar Linnich verlegd. Op de spoorlijn Mönchengladbach - Dalheim reed de Rurtalbahn als onderaannemer de regionale treinen van de Schwalm-Nette-Bahn in opdracht van DB Regio NRW.
Over vele jaren ondersteunde de onderneming de vrijwillige spoordienst van de Bördeexpress, het seizoensverkeer op zon- en feestdagen tussen Düren en Euskirchen. In de zomerseizoenen 2004 en 2005 reed de Rurtalbahn op zondagen een toeristische trein op de Oleftalbahn van Kall via Gemünd naar Schleiden. Sinds 2015 rijdt de Rurtalbahn in een 3-uurfrequentie tussen Euskirchen en Düren in de weekenden en op feestdagen in opdracht van het Zweckverband Nahverkehr Rheinland.
De Rurtalbahn is voor 50% – naast DSB Deutschland GmbH, een dochtermaatschappij van Danske Statsbaner – eigenaar van de spoorwegmaatschappij VIAS, die sinds 11 december 2005 de 210 kilometer lange Odenwaldbahn in Zuid-Hessen exploiteert. Op vijf lijnen worden drie Landkreisen en de steden Frankfurt am Main en Darmstadt aangedaan. Sinds december 2010 exploiteert VIAS ook de Rheingaulinie tussen Neuwied en Frankfurt. Sinds 2015 exploiteert VIAS Rail GmbH, een dochteronderneming die volledig in bezit is van de R.A.T.H.-groep, de concessie in het Odenwaldnetz. De onderneming nam bovendien in december 2017 de exploitatie op de lijnen RB 37 Düsseldorf - Bedburg en RB 34 Mönchengladbach - Dalheim over.

## RTB Cargo
Voor het goederenvervoer is zustermaatschappij RTB Cargo (RTBC) actief, voornamelijk in West-Europa waaronder Nederland en België. Onder RTB Cargo vallen diverse lokale dochtermaatschappijen zoals RTB Cargo Netherlands B.V. (voorheen bekend als Rurtalbahn Cargo Benelux b.v.) en RTB Cargo Belgium N.V. (voorheen bekend als TrainsporT).

### Vervoer in Nederland
In oktober 2010 kreeg RTBC een licentie voor het rijden van eigen goederentreinen, waardoor het geen gebruik meer hoefde te maken van de licentie van het moederbedrijf. RTBC rijdt in opdracht van SCT (Stuttgart Container Terminal) en Neska Intermodal driemaal per week een containertrein tussen de Maasvlakte en Stuttgart Hafen onder de naam R2x.
Op 12 december 2010 nam RTBC het contract voor het rijden van de Magnesiet-treinen over van SBB Cargo Deutschland. Het betrof om de week een treinpaar Veendam-Mainzlar. Tevens reed RTBC naar behoefte Ford-autotreinen tussen Dillingen (Saar)/Keulen en Cobelfret in de Sloehaven, alwaar de auto's verscheept werden naar Groot-Brittannië. Beide laatstgenoemde treinen worden inmiddels niet meer door RTBC gereden.
Ook reed RTBC in opdracht van LTE 'ReTrack' (REorganization of Transport networks by advanced RAil freight Concepts)treinen tussen Emmerich en Oss/Pernis. Er worden diverse vervoerstromen uitgevoerd met deze trein. Inmiddels rijdt LOCON Benelux B.V. deze treinen.
Op 12 december raakte RTBC haar grootste vervoersdienst kwijt: het rijden van zeven containertreinen per week tussen Enns/Ybbs/Wenen en de Maasvlakte, wat zij tussen Emmerich en de Maasvlakte deed in opdracht van de WLC (Wiener Lokalbahnen Cargo GmbH). Dit omdat de exploitant van de treinen (Kuehne + Nagel) voor Hamburg als aanvoerhaven koos in plaats van Rotterdam. Per 1 oktober heeft RTBC het contract voor het vervoer van de beide tweemaal per week rijdende chemicaliëntreinen vanaf de DSM naar Marl en Dormagen overgenomen van Captrain. Daarnaast werd het contract in januari 2012 opengebroken door opdrachtgever Sabic en kwam er een eenmaal weeks ingelegde trein naar Kralupy nad Vltavou bij.
Ook worden op onregelmatige basis ketelwagentreinen met petrochemische producten gereden tussen Rotterdam/Vlissingen enerzijds en diverse bestemmingen in Duitsland, Polen, Tsjechië, Hongarije en Servië anderzijds.
Per 1 april 2013 nam RTBC de Blerick-Shuttle containertrein over van Husa Transportation Railway Service. Dit contract betreft vier slagen Maasvlakte West - Blerick per dag, alwaar de treinen naar de TCT Terminal gaan. Tractie hiervoor zijn doorgaans twee elektrische meerspanningslocomotieven van het type BR189, te weten de 189-209 en 189-285, beide voorzien van bestickering van de klant EGS ECT. Voor het laatste, niet elektrificeerde stukje tussen emplacement Blerick en de TCT Terminal wordt gebruikgemaakt van gehuurde drieassige diesellocomotieven van de firma Shunter.
Per 2015 is dit contract uitgebreid met tweemaal per week een vijfde slag.
Sinds februari 2014 rijdt RTBC de dagelijkse PCC Shuttle tussen Pernis in het Rotterdamse havengebied en het Poolse Kutno, overgenomen van LOCON Benelux B.V.. De treinen worden bij de CTT Terminal te Pernis gelost en geladen, waarna ze via rangeerterrein Kijfhoek en de Betuweroute richting Duitsland en Polen rijden. Speciaal voor deze trein heeft men een van de elektrische locomotieven type Bombardier TRAXX uit de vloot van Rurtalbahn bestickerd met de logo's van de opdrachtgever PCC en Rurtalbahn Cargo, te weten de 186-423.

### Vervoer in België
RTB Cargo Belgium heeft in België drie vaste vervoerscontracten. Het rijdt driemaal per week een loodertstrein tussen Antwerpen en Stolberg. Daarnaast rijdt ze in opdracht van WLC onregelmatig een trein met Dacia-personenauto's tussen Aachen West en Tongeren. Op onregelmatige basis worden ook keteltreinen gereden tussen Antwerpen en verschillende bestemmingen in Duitsland en Polen. Daarnaast rijdt RTBC sinds september twee keer per week een kopertrein tussen Pirdop en Olen.

## Materieel

### Rurtalbahn GmbH
Voor het reizigersververkeer werden omgebouwd en gemoderniseerde Uerdinger Schienenbussen (VT98) ingezet, deze werden vanaf 1995 door snellere RegioSprinters afgelost. Door het ruime wagenbestand van Rurtalbahn werden de RegioSprinters ook bij andere vervoerders ingezet wanneer deze treinen tekort kwamen.
Voor museumritten is bovendien ook een historische Talbot-treinstel voorhanden.
Volgens de Rurtalbahn waren de RegioSprinters niet meer van deze tijd, waardoor in 2008 de eerste plannen voor de vernieuwing van het wagenpark ontstonden. Na testritten met treinstellen van de types Alstom Coradia LINT en Bombardier Itino kam het uiteindelijk tot een bestelling van vijf Regio-Shuttle RS1 van Stadler Rail met waarde van €8,85 miljoen. In november 2011 werd met de levering van de treinstellen begonnen en worden ze sindsdien planmatig tussen Düren en Heimbach ingezet.
De aangeschafte treinstellen werden door de Dürener Kreisbahn gekocht en aan de Rurtalbahn verhuurd. Bij een nieuwe aanbesteding van de spoorlijn Heimbach - Düren in 2016 werden de treinstellen aan de concessie gekoppeld.
Vanaf juli 2017 werd bij de onderneming drie Alstom LINT 54 op de lijn RB 21 ingezet.
Rurtalbahn GmbH beschikt over het volgende materieel:
Locomotieven
- 1 Köf III
- 1 MaK G 320 B
- 3 OnRail DH 1004
- 2 MaK G 1206
- 5 Vossloh G 2000 BB
- 1 EMD Class 66

Treinstellen
- 9 RegioSprinter
- 5 Stadler Regio-Shuttle RS1
- 1 Talbot Taunus

Goederenwagens
- 174 goederenwagons type Fcs
- 24 goederenwagons type Rgs
- 22 containerwagons

### Wagenpark RTB Cargo
RTB Cargo beschikt over zowel elektrische als diesellocomotieven. De volgende locomotieven worden ingezet (achter de locomotieven staan de landen waar de locomotief is toegelaten):
Elektrische locomotieven
- 8 Baureihe 185 (Bombardier TRAXX) (Duitsland, Oostenrijk, Hongarije)
- 7 Baureihe 186 (Bombardier TRAXX) (Duitsland, Oostenrijk, Nederland; uitgerust met ERTMS)
- 2 Baureihe 189 (Siemens ES 64 F4) (Duitsland, Nederland; uitgerust met ERTMS)
- 9 Baureihe 193 (Siemens Vectron) (Duitsland, Oostenrijk, Hongarije; uitgerust met ERTMS)

Diesellocomotieven
- 1 Vossloh G 2000 (Duitsland, Nederland, België)
- 4 Class 66 (Duitsland, Nederland, België)
- 4 MaK G 1206 (Duitsland, Nederland)
- 1 MaK G 1206 (Duitsland)
- 1 DH 1004 (Duitsland)

Daarnaast beschikt RTB Cargo over 49 Fc-wagens.
De Nederlandse en Belgische tak hebben geen eigen locomotieven, maar krijgen de beschikking over materieel van RTB Cargo Duitsland. Alle locs zijn toegelaten in de landen waar RTB actief is (m.u.v. de G1206 & 193 in België). De in Nederland toegelaten locomotieven staan hieronder vermeld.
| Aanduiding | Type    | In dienst sinds | Lease Maatschappij | Kleur       | Bestickering                                                                     |
| ---------- | ------- | --------------- | ------------------ | ----------- | -------------------------------------------------------------------------------- |
| V266       | JT42CWR | Januari 2011    | Beacon Rail        | Groen       | RTB Cargo logo                                                                   |
| V267       | JT42CWR | Februari 2010   | Beacon Rail        | Groen       | RTB Cargo logo                                                                   |
| PB06       | JT42CWR | Augustus 2020   | Beacon Rail        | Groen       |                                                                                  |
| PB15       | JT42CWR | Mei 2020        | Beacon Rail        | Blauw       |                                                                                  |
| V207       | G2000   | Juli 2018       | Alpha Trains       | Blauw/Grijs |                                                                                  |
| V155       | G1206   | April 2009      | Gekocht            | Blauw/Grijs | RTB Cargo logo                                                                   |
| V156       | G1206   | Oktober 2010    | Gekocht            | Blauw/Grijs | RTB Cargo logo                                                                   |
| V158       | G1206   | Juni 2016       | Northrail          | Zwart       | RTB Cargo logo                                                                   |
| V159       | G1206   | Mei 2017        | Northrail          | Grijs       |                                                                                  |
| V160       | G1206   | September 2018  | Northrail          | Zwart       | RTB Cargo logo                                                                   |
| 186 207    | Traxx   | Januari 2018    | Alpha Trains       | Groen/Grijs |                                                                                  |
| 186 297    | Traxx   | Maart 2017      | Railpool           | Grijs/Blauw | Aachen/Aken Bestickering met RTB Cargo logo                                      |
| 186 300    | Traxx   | Juni 2018       | Railpool           | Grijs/Blauw | Antwerpen/Anvers Bestickering met RTB Cargo logo                                 |
| 186 421    | Traxx   | April 2015      | Railpool           | Grijs       | European Gateway Services logo, Rurtalbahn Cargo logo                            |
| 186 423    | Traxx   | Juni 2015       | Railpool           | Paars/Blauw | Tandwiel-stickers en de slogan "Running like clockwork", RTB Cargo logo          |
| 186 425    | Traxx   | Juli 2015       | Railpool           | Grijs       | Groot RTB Cargo logo                                                             |
| 186 426    | Traxx   | April 2019      | Railpool           | Grijs/Blauw | Rotterdam Bestickering met RTB Cargo logo                                        |
| 186 428    | Traxx   | Augustus 2015   | Railpool           | Grijs       | Groot RTB Cargo logo                                                             |
| 186 506    | Traxx   | September 2019  | Railpool           | Grijs       |                                                                                  |
| 186 509    | Traxx   | Mei 2020        | Railpool           | Grijs       |                                                                                  |
| 193 726    | Vectron | April 2018      | ELL                | Zwart/Groen | European Gateway Services logo                                                   |
| 193 727    | Vectron | Mei 2018        | ELL                | Zwart/Groen | European Gateway Services logo                                                   |
| 193 732    | Vectron | Oktober 2018    | ELL                | Zwart/Groen | European Gateway Services logo                                                   |
| 193 739    | Vectron | Januari 2020    | ELL                | Zwart/Groen |                                                                                  |
| 193 756    | Vectron | September 2019  | ELL                | Zwart/Groen | Vectron #750                                                                     |
| 193 791    | Vectron | Januari 2019    | RATH FLEET B.V.    | Donkerblauw | Samen door Europa/Gemeinsam durch Europa bestickering, RTB Cargo logo            |
| 193 792    | Vectron | Januari 2019    | RATH FLEET B.V.    | Donkerblauw | Binnenkort jouw werkplek?/Mit uns auf die Zugspitze bestickering, RTB Cargo logo |
| 193 793    | Vectron | Februari 2019   | RATH FLEET B.V.    | Donkerblauw | RATH Bestickering, RATH gruppe logo                                              |

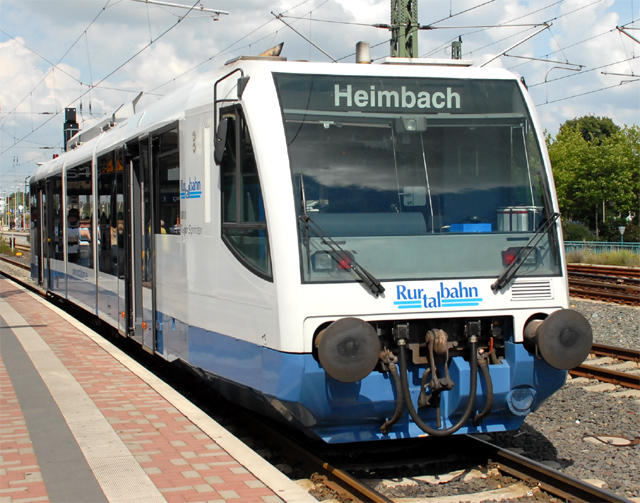
RegioSprinter van Rurtalbahn in het zuidelijke gedeelte van station Düren op weg naar Heimbach (2007)
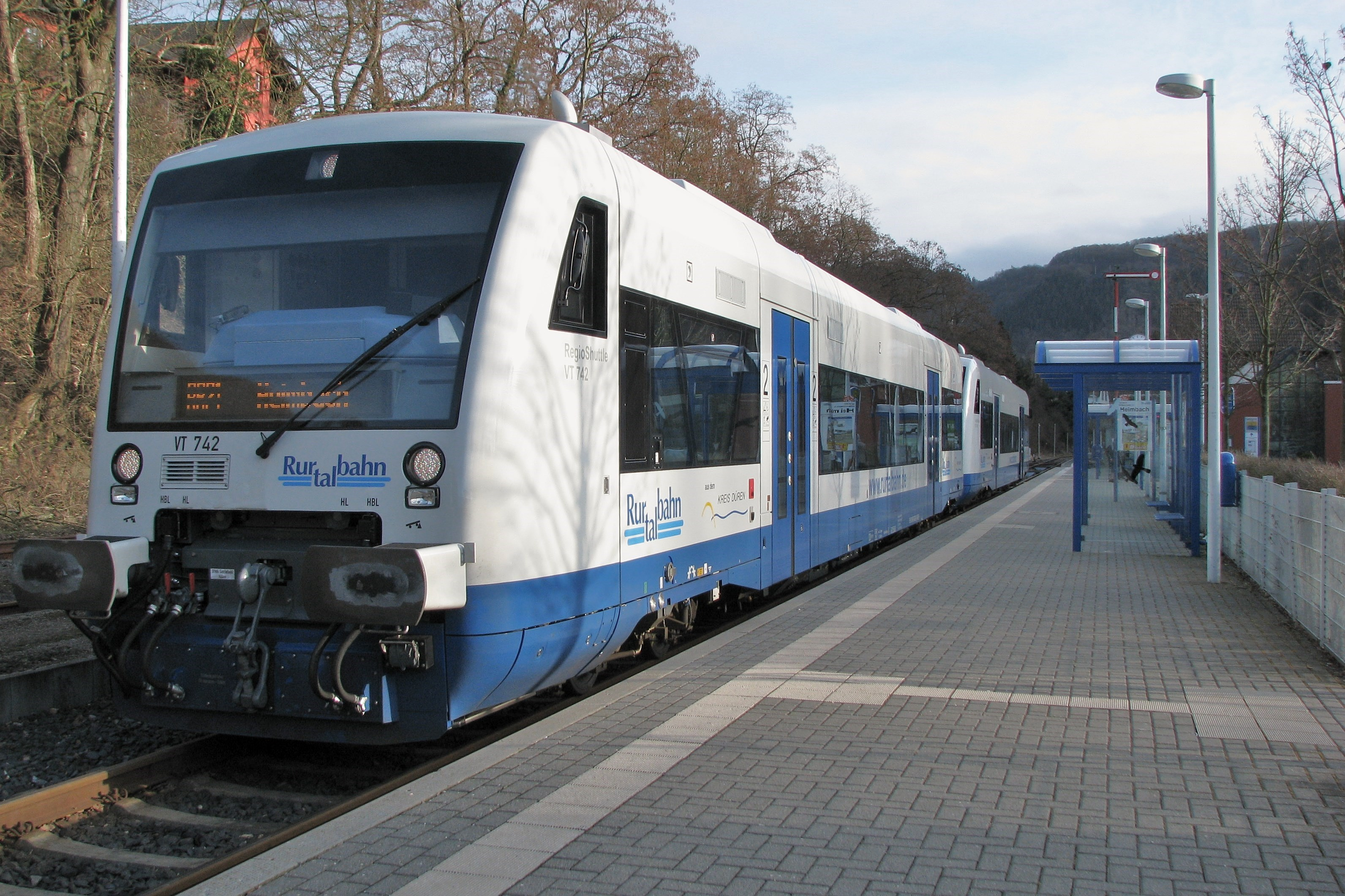
Regio-Shuttles in station Heimbach (2012)
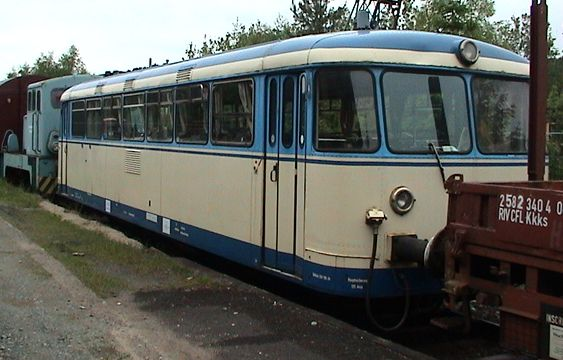
Gemoderniseerde Uerdinger Schienenbus (2006)
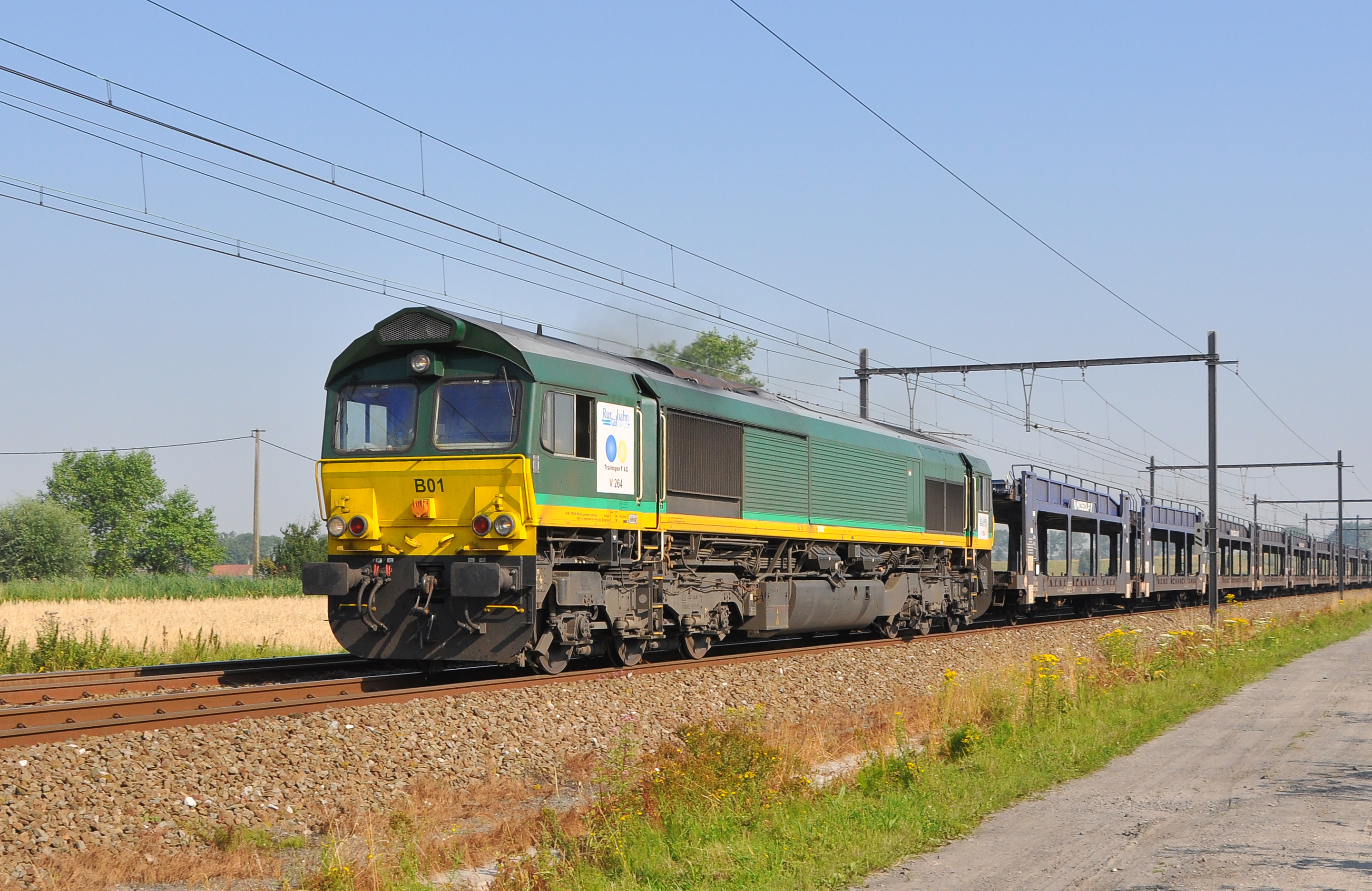
Class66 van Rurtalbahn op weg naar Zeebrugge (2012)
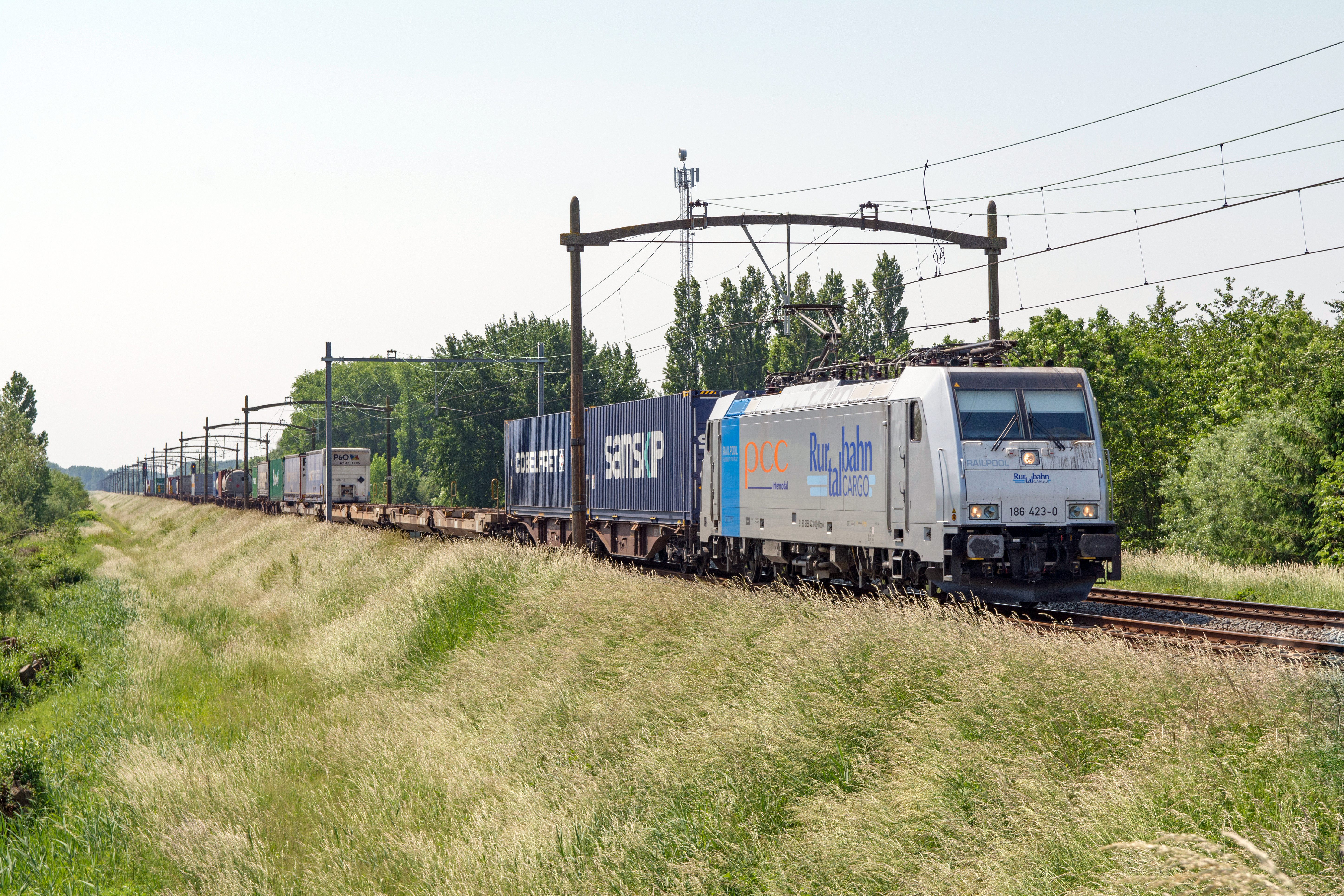
Baureihe 186 (TRAXX) van RTB Cargo bij Dordrecht (2016)
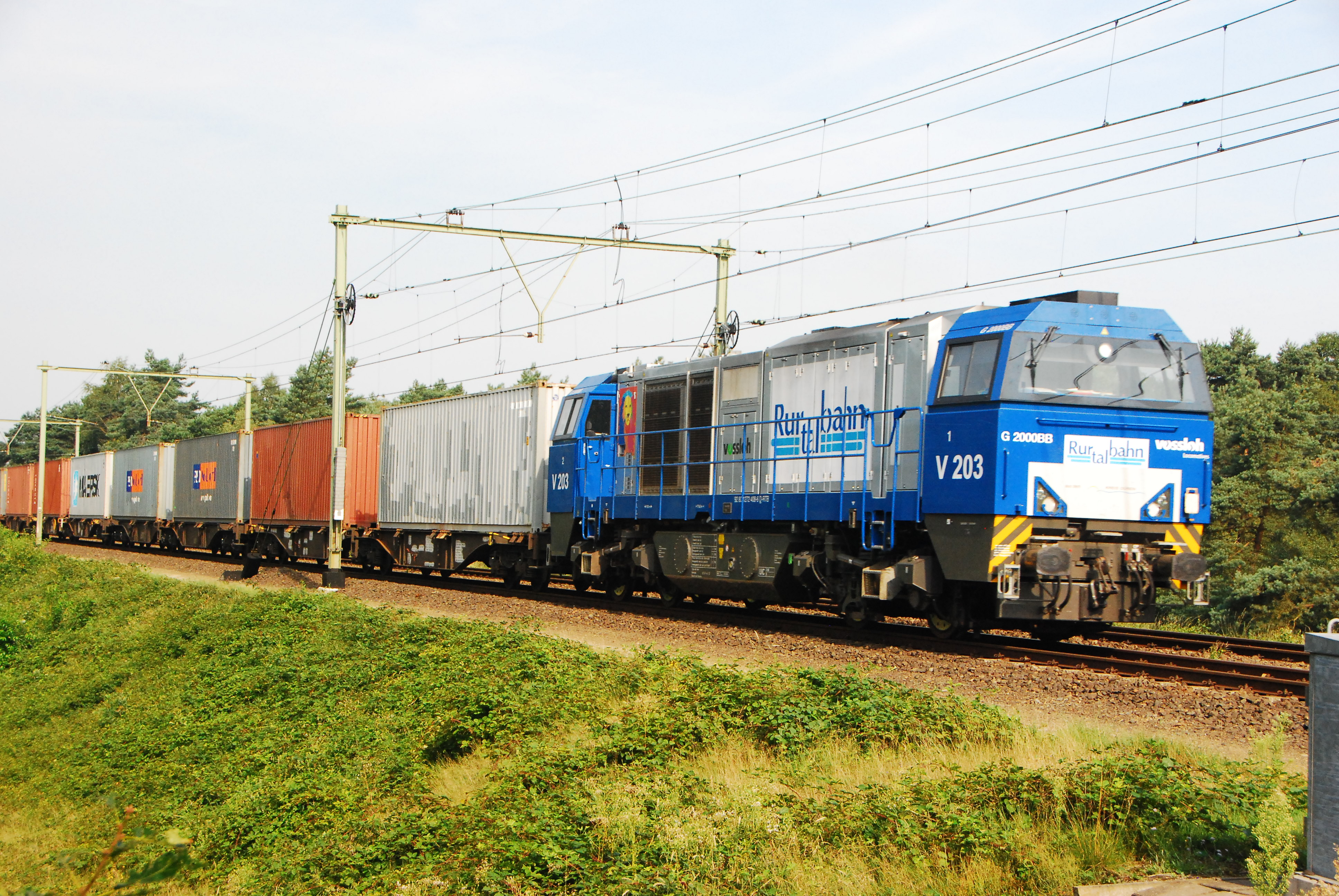
Vossloh G 2000 BB bij Wolfheze (2009)

## Spoornetwerk
Als spoorwegbeheerder beheert Rurtalbahn GmbH 35 stations en een 102 kilometer lang spoornetwerk.
Bij dit netwerk horen de volgende spoorlijnen:
- noordelijke Rurtalbahn: Düren - Jülich, Jülich - Linnich;
- zuidelijke Rurtalbahn: Düren - Heimbach;
- voormalige Jülicher Kreisbahn: Jülich - Puffendorf (buiten dienst);
- Bördebahn: Düren - Zülpich - Euskirchen;
- als beheerder van de infrastructuur: Lindern - Heinsberg.

De spoorlijn Jülich - Puffendorf is niet meer in gebruik, een reactivering staat niet in de nabije toekomst gepland. Op 7 juni 2002 werd het trajectdeel Jülich - Linnich van de spoorlijn Jülich - Dalheim gereactiveerd. De spoorlijn was hiervoor al verworven door de Rurtalbahn. Voor het bedrag van €860.000 kocht de Rurtalbahn op 19 december 2002 de spoorlijn Düren - Zülpich (Bördebahn) van DB Netz AG.
Op de spoorlijn Düren - Jülich - Linnich werd in 2011 de voormalige halte Huchem-Stammeln over twee kilometer lengte omgebouwd tot dubbelsporige station. Met de verandering van de dienstregeling van de Deutsche Bahn in juni 2009 werd met de voormalige kruising van de treinen in station Krauthausen de aansluiting in Düren niet meer zeker gesteld.. Aanvankelijk was het afronden van de aanpassingen eind 2010 gepland, maar de start werd vertraagd door langere besluitvorming zodat de bouw een halfjaar verschoven is. De plannen werden nogmaals een keer veranderd en de werkzaamheden werden bij de dienstregeling 2012 in december 2011 afgerond.

## Hoofdkantoor
Het hoofdkantoor van de onderneming bevindt zich aan de Kölner Landstraße in Distelrath, Düren. De werkplaats bevindt zich ook op deze locatie en is via een boog langs de Bördebahn alleen bereikbaar vanaf station Düren. Hier worden de 17 RegioSprinters en diverse goederenlocomotieven onderhouden.

## Uitbreidingsplannen
- Noordelijk vanaf Linnich zal de spoorlijn tot de spoorlijn Aachen - Mönchengladbach verlegd worden. Daarbij is het nog onzeker of de verlengde lijn aansluit bij Hückelhoven-Baal, wat de facto een herbouw is, of naar het nabijgelegen Brachelen. Daarnaast wordt ook gesproken over een verlenging via Baal en Hückelhoven naar Ratheim.[13][14] Wegens een onvoldoende hoge berekende kosten-baten-verhouding is een besluit voor de reactivering nooit genomen.[15][16]
- De Bördebahn Düren - Zülpich - Euskirchen zal voor personenverkeer gereactiveerd worden. In gesprek zijn doorgaande reizigerstreinen van Bonn via Euskirchen en Düren naar Aken. Momenteel rijdt alleen in het weekend stoptreinen over de Bördebahn.
- De onderneming streeft naar een containeroverslagstation in de regio Düren te bouwen. Er zijn twee varianten, waarbij de locatie voor een viersporige goederenstation aan de Bördebahn op de grond van de gemeente Nörvenich bij Rommelsheim de voorkeur heeft. Daarbij zal de Bördebahn van Düren tot de geplande containerterminal geëlektrificeerd. In de omgeving kunnen transportbedrijven zich vestigen. Later werd gediscussieerd het station in het bedrijventerrein Rurbenden in Huchem-Stammeln te bouwen. Door de lage bouwkosten is de meest actuele variant een containerterminal bij het Düren Vorbahnhof aan de hogesnelheidslijn Keulen - Aken. Een containerterminal zal volgens lokale politiek naast de Rurtalbahn ook door de havens van Rotterdam en Antwerpen evenals logistieke ondernemingen gefinancierd worden.[17]

Wegens de grotendeels geschrapte infrastructurele middelen van de Bond en de deelstaat Noordrijn-Westfalen zijn alle plannen behalve de containerterminal in de koelkast geplaatst.
Op 28 juni 2012 werd bekend dat de spoorlijn Düren - Linnich in 2013 voor € 6 miljoen geëlektrificeerd zou worden. De Nahverkehr Rheinland zal daarbij een grootdeel van de kosten op zich nemen. Daarbij is voor € 2,88 miljoen extra infrastructurele uitbreidingen tussen Heimbach en Linnich gepland.